# جوزيف ويبل كونجدون
جوزيف ويبل كونجدون (بالإنجليزية: Joseph Whipple Congdon)‏ هو محامي أمريكي، ولد في 13 أبريل 1834 في Pomfret, Connecticut ‏ في الولايات المتحدة، وتوفي في 5 أبريل 1910.